# カラミティ・ジェーン (映画)
『カラミティ・ジェーン』（原題：Calamity Jane ）は、 1953年製作のアメリカ映画。デイヴィッド・バトラー監督、ドリス・デイ主演。西部開拓時代の実在の女性ガンマン、カラミティ・ジェーンと早打ちの名手ビル・ヒコックの恋を軽快な歌とダンスで描くミュージカル・コメディ作品。
主題歌「SECRET LOVE」はアカデミー歌曲賞を受賞した。

## ストーリー
デッドウッドと呼ばれる西部の小さな町。男勝りの射撃の腕前をもつジェーンは、ある日、町に人気女優を連れてくると約束しシカゴへ向かうが間違って付き人を連れ帰ってしまい大騒動になる。

## キャスト
| 役名                     | 俳優                     | 日本語吹替                      |
| 役名                     | 俳優                     | NETテレビ版                     |
| ------------------------ | ------------------------ | ------------------------------- |
| カラミティ・ジェーン     | ドリス・デイ             | 楠トシエ                        |
| ワイルド・ビル・ヒコック | ハワード・キール         | 小林修                          |
| ケティ・ブラウン         | アリン・アン・マクレリー | 渋沢詩子                        |
| ダニー・ギルマーティン   | フィリップ・キャリー     | 森川公也                        |
| ヘンリー・ミラー         | ポール・ハーヴェイ       | 塩見竜介                        |
| アデレード・アダムス     | ゲイル・ロビンス         | 園田昌子                        |
| 不明 その他              |                          | 神山卓三 緑川稔                 |
|                          |                          |                                 |
| 演出                     | 演出                     | 内池望博                        |
| 翻訳                     | 翻訳                     | 木原たけし                      |
| 効果                     |                          |                                 |
| 調整                     |                          |                                 |
| 制作                     | 制作                     | 東北新社                        |
| 解説                     | 解説                     | 淀川長治                        |
| 初回放送                 | 初回放送                 | 1966年12月24日 『土曜洋画劇場』 |